# 圆鲍螺

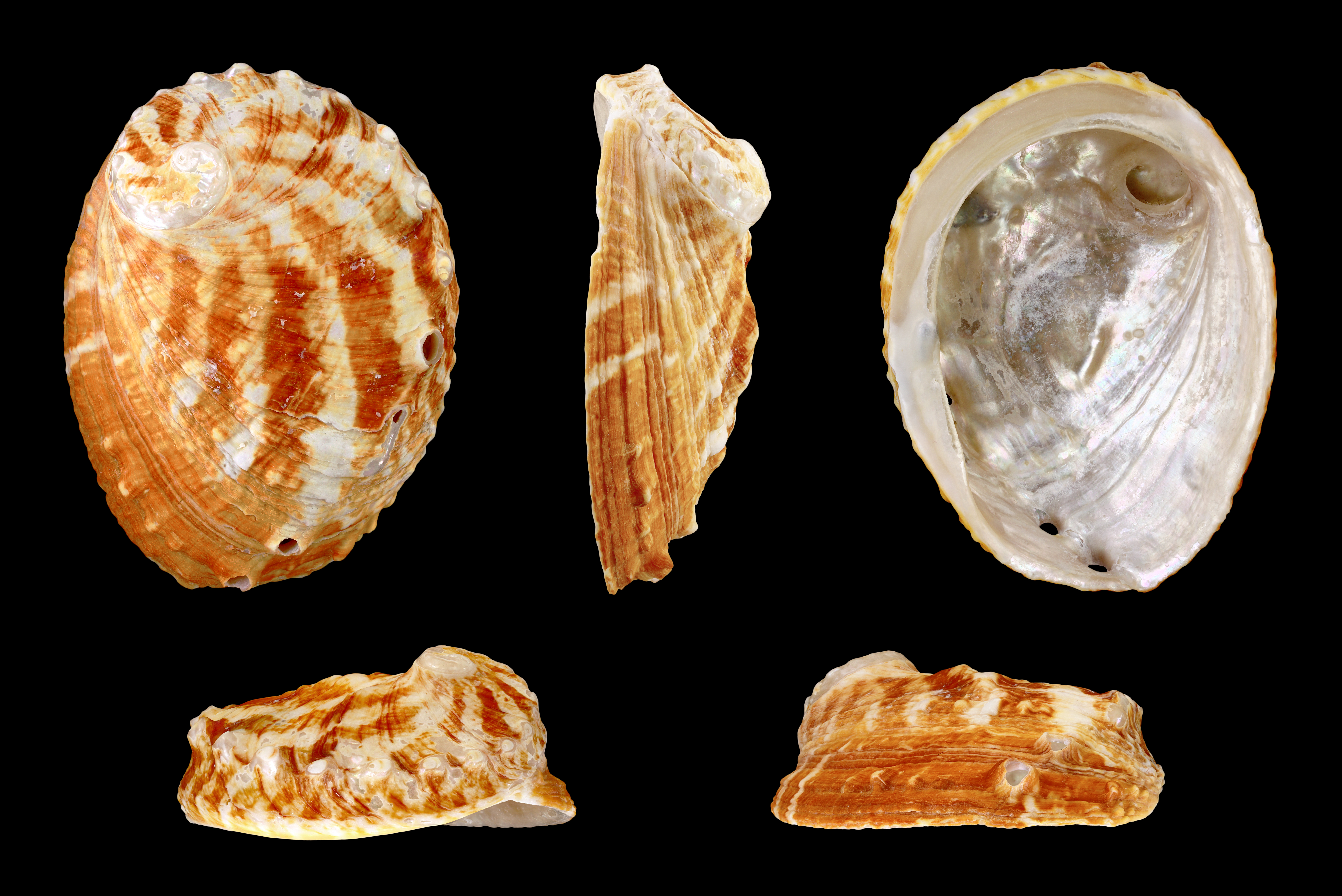
ssp. volcanicus

Module:Autotaxobox第170行Lua错误：attempt to index a nil value
圆鲍螺（学名：Haliotis ovina），是原始腹足目鲍螺科鲍螺属的一种。主要分布于马来西亚、印度尼西亚、中国大陆、台湾，常栖息在潮间带岩石上、浅海。